# Sturgeon Weir 184F
Sturgeon Weir 184F är ett reservat i Kanada.   Det ligger i provinsen Saskatchewan, i den centrala delen av landet, 2 100 km väster om huvudstaden Ottawa.
I omgivningarna runt Sturgeon Weir 184F växer i huvudsak blandskog. Trakten runt Sturgeon Weir 184F är nära nog obefolkad, med mindre än två invånare per kvadratkilometer.